# Ianuarie 1999
Acest articol este generat integral pe baza informațiilor din articolul 1999 și este actualizat periodic de un robot.
 Editările făcute în articol vor fi șterse la următoarea actualizare! Dacă doriți să faceți modificări, editați articolul-sursă.

ianuarie -
februarie -
martie -
aprilie -
mai -
iunie -
iulie -
august -
septembrie -
octombrie -
noiembrie -
decembrie
Ianuarie 1999 a fost prima lună a anului și a început într-o zi de vineri.

## Evenimente

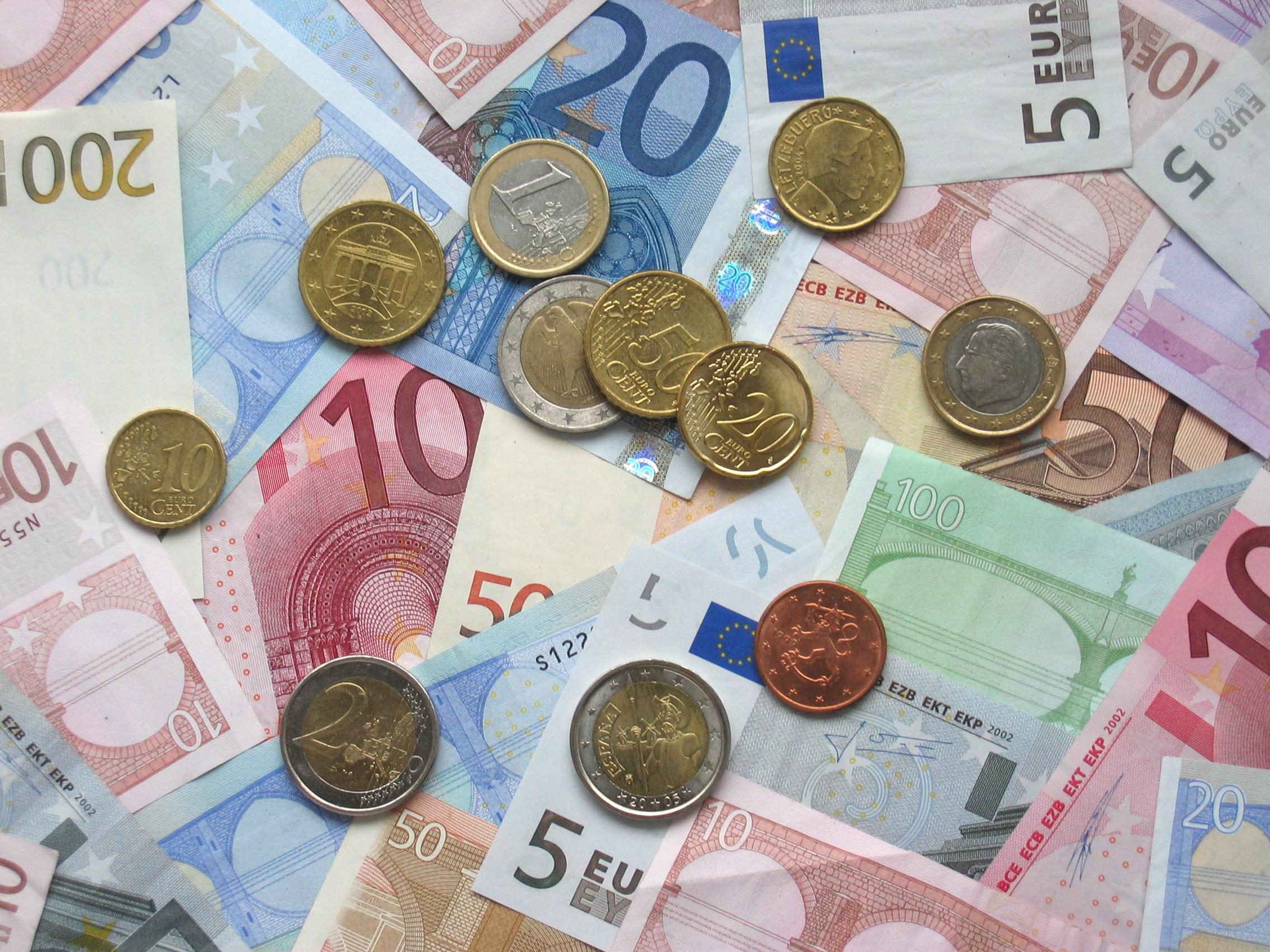
1 ianuarie: Modena euro este introdusă ca monedă oficială a Uniunii Europene, în formă electronică (fără bancnote).

- 1 ianuarie: Moneda euro este introdusă ca monedă oficială a Uniunii Europene, în formă electronică (fără bancnote) în 11 țări: Germania, Franța, Italia, Belgia, Olanda, Luxemburg, Spania, Portugalia, Austria, Finlanda și Irlanda.
- 4 ianuarie: Greva minerilor din Valea Jiului. Aproape 15.000 de mineri de la Compania Naționala a Huilei din Valea Jiului încep o grevă pentru a obține mărirea salariilor și renunțarea la programul de închidere a minelor nerentabile, amenințând că vin la București, în cazul în care revendicările lor nu vor fi satisfăcute. Radu Berceanu, ministrul Industriei și Comerțului precizează că satisfacerea tuturor revendicărilor minerilor ar însemna o cheltuială de peste 500 de milioane de dolari din bugetul pe 1999. Minerii scandează „Cozma și ortacii lui/spaima Bucureștiului”.[1]
- 7 ianuarie: A început procesul împotriva președintelui american Bill Clinton, acuzat de sperjur.
- 10 ianuarie: În urma negocierilor dintre Ministerul Industriilor și Comerțului și Liga Sindicatelor Miniere din Valea Jiului și Confederația Sindicatelor Miniere din România (fără participarea lui Cozma) se decide că datoriile mineritului - 4000 miliarde lei - pot fi șterse dacă se reduc pierderile sectorului, într-o primă fază cu 30% și integral până la sfârșitul anului.[1]
- 12 ianuarie: A cincea mineriadă: Peste 6.000 de mineri se încolonează și pornesc în marș din Petroșani, prin Defileul Jiului. După ce parcurg 10 km, până în localitatea Livezeni, Cozma le ordonă protestatarilor să se întoarcă în Petroșani.[1]
- 13 ianuarie: Baschetbalistul american Michael Jordan și-a anunțat pentru a doua oară retragerea din circuitul NBA.
- 14 ianuarie: A cincea mineriadă: Îmbarcați în 11 autobuze, o parte din minerii greviști în frunte cu Miron Cozma pleacă iarăși din Petroșani prin Defileul Jiului. Coloana de autobuze sparge barajele din nisip și bolovani ridicate de subordonați ai Ministerului de Interne condus de Gavril Dejeu, care nu opun nici o rezistență. Învingător, Cozma dă semnalul de întoarcere la Petroșani.[1]
- 15 ianuarie: A cincea mineriadă: Judecătoria Petroșani  declară ilegală greva minerilor din Valea Jiului. Liga Sindicatelor miniere transmite o cerere Poliției din București pentru aprobarea „organizării unor manifestări - marșuri și mitinguri de protest în București, în perioada 18-24 ianuarie 1999, pentru 10.000 de membri de sindicat în fața Guvernului și a Ministerului Industriilor și Comerțului”.[1]
- 18 ianuarie: A cincea mineriadă: Peste 10.000 de mineri încep un marș spre București.
- 20 ianuarie: A cincea mineriadă: Președintele convoacă Parlamentul în sesiune extraordinară. Guvernul este gata să negocieze, cu condiția ca minerii să se oprească. Aceștia sunt gata să discute, dar numai cu prim-ministrul Radu Vasile. În jurul orei 18:00, cei aproximativ 10.000 de mineri ajung la Horezu, unde înnoptează.
- 21 ianuarie: A cincea mineriadă: La București are loc o conferință de presă comună a GDS, Alianța Civică, AFDPR, LADO, Asociația victimelor mineriadelor 1990–1991, la care se face publică hotărârea de a organiza un marș de protest față de manifestările minerilor, vineri, 22 ianuarie. La Timișoara, peste 1000 de reprezentanți ai societății civile organizează un miting de protest. La ora 15:00, minerii forțează barajul de la Costești, pe care după o oră îl penetrează.
- 21 ianuarie: Ministrul de Interne, Gavril Dejeu, își prezintă demisia. Este înlocuit cu  țărănistul Constantin Dudu Ionescu.
- 22 ianuarie: A cincea mineriadă: „Pacea de la Cozia”, încep negocierile dintre comisia condusă de prim-ministrul Radu Vasile și liderul minerilor Miron Cozma. La ora 18:30, negocierile se încheie, prim-ministrul declarând: Nici o parte nu a câștigat, în schimb a câștigat țara.
- 22 ianuarie: Victor Babiuc, ministrul Apărării, informează că în urma confruntării dintre mineri și forțele de ordine, în defileul Jiului, au fost răniți 134 de polițiști și 61 de jandarmi, dintre care unii se află spitalizați în stare gravă.[2] Pagubele Ligii Sindicatelor Miniere din Valea Jiului, înregistrate între 4-22 ianuarie se ridică la 25 de miliarde lei.[2]
- 22 ianuarie: În București are loc un „marș al tăcerii” la care participă peste 15.000 de oameni, în semn de protest față de recenta mineriadă.[2]
- 23 ianuarie: A cincea mineriadă: Miron Cozma și Romeo Beja, liderii minerilor, îl conving pe prim-ministrul Radu Vasile să redeschidă minele Dâlja și Bărbăteni și să promită o creștere salarială pentru ortaci de 30–35%. Minerii se reîntorc în Valea Jiului.
- 25 ianuarie: Președintele FPS anunță semnarea contractului de vânzare a 65,23% din acțiunile rafinăriei Petromidia către firma turcească Akmaya Sanayia. Prețul oferit pentru Petromidia este de 725 milioane de dolari, sumă cu care se cumpără acțiuni, se vor face investiții, se vor plăti datorii ale rafinăriei. La data vânzării, Petromidia reprezenta 10% din pierderile înregistrate de întreprinderile de stat din România.[3]
- 26 ianuarie: Întâlnire între Papa Ioan Paul al II-lea și președintele american Bill Clinton. Suveranul pontif rămâne la Saint-Louis timp de 48 de ore.
- 28 ianuarie: Conform unui sondaj de opinie efectuat de IMAS 58,8% din cei chestionați nu sunt de acord cu greva minerilor, 70,7% sunt de părere că minele nerentabile trebuie închise, iar 64,8% nu cred că trebuia folosită forța pentru a împiedica venirea minerilor la București.

## Nașteri
- 12 ianuarie: Andrei Chindriș, fotbalist român
- 19 ianuarie: Denis Hordouan, fotbalist român
- 28 ianuarie: Hiroki Abe, fotbalist japonez

## Decese
- 9 ianuarie: Hans Mokka, 87 ani, scriitor german (n. 1912)
- 18 ianuarie: Marian Papahagi, 50 ani, critic literar, eseist și traducător român (n. 1948)
- 23 ianuarie: Joe D'Amato, 62 ani, regizor italian de film (n. 1936)